# Macrocentrus reticulatus
Macrocentrus reticulatus är en stekelart som beskrevs av Muesebeck 1932. Macrocentrus reticulatus ingår i släktet Macrocentrus och familjen bracksteklar. Inga underarter finns listade i Catalogue of Life.